# Eisenbach (Taunus)
Eisenbach is een plaats in de Duitse gemeente Selters (Taunus), deelstaat Hessen, en telt 3750 inwoners.